# Hadriaan van Nes
Hadriaan van Nes (ur. 7 sierpnia 1942 w Gorinchem, zm. 9 października 2024) – holenderski wioślarz, srebrny medalista olimpijski.

## Kariera
Wystąpił na igrzyskach olimpijskich w Meksyku w 1968, gdzie Holendrzy w składzie: Herman Suselbeek, Hadriaan van Nes i Rody Rijnders (sternik) zdobyli srebrny medal w dwójkach ze sternikiem. W finale o 1,99 sekundy przegrali z osadą Włoch, a o 1,27 sekundy wyprzedzili osadę Danii. Był to jego jedyny start olimpijski.
W tej samej konkurencji wspólnie z Janem van de Graaffem i Poulem de Haanem zdobył złoty medal na mistrzostwach Europy w Bledzie (1966). Ponadto wywalczył brąz na mistrzostwach Europy w Duisburgu (1965).
Jego córka Eeke także była wioślarką, a dziadek Jan Thomée reprezentował Holandię w piłce nożnej.